# Франц де Паула Гундакар II фон Колоредо-Мансфелд
Франц де Паула Гундакар II фон Колоредо-Мансфелд (на немски: Franz de Paula Gundaccar II. von Colloredo-Mannsfeld; * 8 ноември 1802, Виена, Хабсбургска монархия; † 28 май 1852, Грефенберг, Бавария) е княз на Колоредо-Мансфелд и австрийски фелдмаршал-лейтенант.

## Живот
Той е син на генерал граф Хиронимус фон Колоредо-Мансфелд (1775 – 1822) и съпругата му графиня Вилхелмина Йохана Романа фон Валдщайн (1775 – 1849), господарка на Вартенберг, дъщеря на граф Георг Кристиан фон Валдщайн-Вартенберг (1743 – 1791) и графиня Мария Елизабет Улфелт фон Гилаус (1747 – 1791). Внук е на княз Франц де Паула Гундакар фон Колоредо-Мансфелд (1731 – 1807), дипломат, последният имперски вицеканцлер.
Франц следва в Прага. През 1824 г. той влиза като кадет в австрийската войска и бързо прави кариера. През 1838 г. вече е полковник, 1848 г. генерал-майор и командва бригада в Триест и комендант на крепост Терезиенщат. От там той участва в разгромяването на въстанието в Прага и води през октомври 1848 г. бигадата си при обсадата на Виена. Той се отличава през похода 1848/1849 г. против революцията в Унгария. През 1850 г. е собственик на сухопътния регимент „Infanterie-Regiments Nr. 36“ и получава главното командване на „II. армейски корп“.
На 28 декември 1843 г. Франц де Паула наследява бездетния си чичо княз Рудолф Йозеф фон Колоредо-Мансфелд (1772 – 1843). Той пътува много, посещава Швеция и части от Северна Африка.
Франц умира на 49 години на 28 май 1852 г. в Грефенберг. През 1852 г. той е наследен от братовчед му Йозеф Франц Хиронимус фон Колоредо-Мансфелд (1813 – 1895).

## Фамилия
Франц де Паула Гундакар II се жени на 25 септември 1825 г. за графиня Кристина фон Клам и Галас (* 18 май 1801; † 18 март 1886), дъщеря на граф Кристиан Кристоф фон Клам и Галас (1771 – 1838) и графиня Йозефина фон Клари и Алдринген (1777 – 1828). Те имат една дъщеря:
- Вилхелмина Йозефина фон Колоредо-Мансфелд (* 16 юли 1826, Милано; † 19 декември 1898, Виена), омъжена на 29 април 1845 г. в Прага за княз Винценц Карл фон Ауершперг (* 15 юли 1812; † 7 юли 1867), син на принц Винценц фон Ауершперг (1790 – 1812) и принцеса Габриела фон Лобковиц (1793 – 1863).

Вдовицата му Кристина фон Клам и Галас е палат-дама и „дама на Щернкройц-орден“, основан 1668 г. от Елеонора Гонзага, съпругата на император Фердинанд III.